# Aigues-Vives, Gard
Aigues-Vives là một xã ở tỉnh Gard ở miền nam nước Pháp. Xã này có diện tích 12 km², dân số năm 1999 là 2733 người. Khu vực này có độ cao trung bình 29 mét trên mực nước biển.